# Парень встречает девушку (телесериал)
«Парень встречает девушку» (англ. Boy Meets Girl) — комедийно-драматический телевизионный мини-сериал 2009 года для британского канала ITV. В главных ролях снялись Рэйчел Стерлинг и Мартин Фримен. По сюжету фильма Дэнни Рида (Фримен) поражает молния. После прихода в сознание он оказывается в теле женщины, модной журналистки Вероники Бертон (Стерлинг).

## Краткое содержание
Дэнни Рид (Фримен) — неудачник, недовольный своей жизнью. Работая в хозяйственном магазине, он срывает своё разочарование на покупателях, когда не тоскует по своей коллеге Фионе и не обрушивает поток своих энциклопедических, но бесполезных, знаний на верного друга Пита. Этот мир далёк от мира успешной и оживлённой Вероники (Стерлинг), журналистки, освещающей мир гламура и моды. Её работа обеспечивает ей неплохой счёт в банке и ещё лучший социальный статус. Имея преданного бойфренда Джея, который её обожает, Веронике кажется, что у неё есть всё.
Однажды в результате несчастного случая эти двое незнакомцев оказываются перемещёнными в тела друг друга, и это весьма неприятное потрясение для них.
В фильме показано, как Дэнни и Вероника в борьбе со своими новыми идентичностями начинают открывать новые истины о себе. Кроме того, приходится учиться ходить на высоких каблуках и жить в трущобах рабочего класса. Пара проходит долгий путь, чтобы вернуться в свои тела и, наконец, зажить своими старыми жизнями.

## В ролях
| Персонаж        | Актёр              |
| --------------- | ------------------ |
| Вероника Бертон | Рэйчел Стерлинг    |
| Дэнни Рид       | Мартин Фримен      |
| Джей Меткалф    | Paterson Joseph    |
| Фиона           | Angela Griffin     |
| Пит             | Marshall Lancaster |
| Ali             | James Lance        |
| Siobhan         | Tamzin Malleson    |
| Jenny           | Lisa Millett       |
| Билл            | Питер Уайт         |
| Malcolm         | Stuart McGugan     |